# Hipodontia

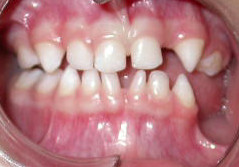

Hipodontia ou agenesia dental é a terminologia usada para caracterizar a concentração diminuída de dentes na arcada dentária, tanto na sua fase decídua quanto na fase permanente.
O termo agenesia e hipodontia são corretos para definir a ausência de um até seis dentes, acima desse número utiliza-se a terminação oligodontia. Anodontia parcial e aplasia dental também são utilizadas como análogo para agenesia e hipodontia, enquanto anodontia total para a ausência de todos os dentes.

## Epidemiologia
Agenesia dental é uma das alterações mais prevalentes da arcada dentária em humanos.
Muitos são os estudos sobre a prevalência de tal, seus resultados apontam para a legitimidade de que os dentes mais afetados são os incisivos laterais e os segundos pré-molares, e a prevalência deste tipo de hipodontia varia de 2.0 a 10.0% na população asiática e europeia. Já no Brasil, estudos sobre anomalias dentárias verificaram uma prevalência de aproximadamente 4% enquanto na América do Norte foi observada uma prevalência de 3,7% de hipodontia congênita.Encontrou-se também uma prevalência de hipodontia hereditária não associada à síndromes que variou de 0,2% a 6,5% para dentição permanente. Para os terceiros molares se tem um índice variante de 15% a 20% das populações mencionadas.
Estudos também mostram que a hipodontia afeta com maior frequência os dentes permanentes do que os dentes decíduos. 
A ausência dos terceiros molares é comum, mas não considera-se uma anomalia, pois isso ocorre devido uma evolução humana, induzida pelos comportamentos alimentares que foram se modificando durante o tempo. Sendo assim é comum eles não emergirem, mas não causam prejuízo significativo. Por isso a hipodontia considera a ausência de até seis dentes sem contar os terceiros molares .

## Etiologia
A hipodontia  possui etiologia  ainda discutida, mas em conjunto, estudos apontam para o caráter multifatorial. Tendo origem genética, congênita, ambiental (ex:radiação) ou associada a síndromes.

## Fatores Genéticos
A hipodontia familial é frequentemente transmitida como uma característica autossômica dominante com penetrância incompleta e expressividade variável. Têm sido relatadas algumas formas de hipodontia com herança autossômica recessiva e ligada ao X. O gene MSX1 presente no cromossomo 4 tem sido associado à agenesia de segundos pré-molares e terceiros molares, simultaneamente  . Entretanto acredita-se que esse gene não esteja relacionado a outras formas de hipodontia, como aquelas que envolvem, ao mesmo tempo, segundos pré-molares e incisivos laterais ou incisivos laterais e caninos. Segundo Scarel e colaboradores (2000), o gene MSX1 está diretamente relacionado com a agenesia dental, pois parece manter-se conservado na escala evolutiva, codificando um fator de transcrição, estando, por isso, envolvido na regulação de outros genes. Sua expressão ocorre principalmente na fase embrionária, em especial na odontogênese. Com a finalidade de investigar possíveis alterações, os autores realizaram o sequenciamento do gene MSX1, em vinte pacientes, não aparentados, com diferentes padrões de agenesia. Os resultados revelaram evidências de polimorfismo, no entanto, os autores advertem que o significado deste polimorfismo na etiologia da agenesia dental deve ser mais investigado.
Foi descoberto recentemente que dois polimorfismos presentes na região promotora do gene PAX9 presente no gene 14 parecem estar associados a agenesia dental em humanos.

## Relação celular e molecular
Estudos moleculares sobre o desenvolvimento da gênese dental têm sido realizados, mas, até o presente, as causas e os mecanismos que resultam na hipodontia ainda são desconhecidos (GOLDENBERG et al., 2000). Alguns autores afirma que a hipodontia resulta de distúrbios durante os estágios de iniciação, proliferação e formação dentária, considerando algumas hipóteses causadoras: Falhas na interação celular de diferenciação, no controle do ciclo celular, no transporte molecular, secreção e falha de genes (fatores de transcrição, fatores de crescimento, receptores de sinal e outros morfogenes solúveis).

## Fatores de risco
Os fatores estão relacionados com sua etiologia, deste modo, a genética (polimorfismo de genes),e síndromes associadas, exposição a radiação  durante a formação do germe dentário entre outros.

## Fisiopatologia
Na literatura não há relato da fisiopatologia específica da hipodontia, sendo essa ainda discutida, consideramos assim, que a fisiologia continua a mesma, com o diferencial da dificuldade em articular algumas ações como mastigação e fala. E quanto às causas que levam a tal quadro fisiopatológico,considera-se condições genéticas, fatores ambientais, e síndromes. Em caso que a hipodontia se encontra associada a síndromes, a influência da mesma pode confundir-se com a fisiopatologia da hipodontia, mas essa é proveniente da síndrome acometida.

## Complicações
As complicações ocorrentes são: Estética deficiente, alterações funcionais da mastigação e fala. Essas complicações podem desencadear alteração na vida social do indivíduo e ter consequências psicológicas. Essas condições são intensificadas quando a hipodontia está associada a síndromes.

## Diagnóstico
As anomalias de desenvolvimento dentário são, normalmente, detectadas por exames clínicos de rotina e exame radiográfico tipo panorâmico  e/ ou periapical. Vários autores indicam a realização do exame radiográfico na época da idade escolar para o planejamento de uma terapia preventiva. Outros estudiosos utilizaram análise de heredogramas para a identificação dos padrões do traço de herança desta anomalia.

## Síndromes associadas
Existem 49 síndromes que podem ser associadas a essa anomalia (hipodontia), entre elas: Displasia Ectodérmica, Síndrome de Down , Síndrome de Kabuki,  Síndrome de Fanconi, Síndrome Fenda lábio-palatinas, Síndrome Book  e outras.

## Tratamento
Abertura ou fechamento do espaço com aparelho ortodontico, para possível reabilitação através de prótese, buscando as condições normais de função, saúde oral e estética. Se o espaço já for suficiente para a reparação protética não é necessário o uso de movimentação ortodôntica.

## Prevenção
Realização de exame radiográfico panorâmico é imprescindível na detecção dessas anomalias e, quando realizado precocemente, permite estabelecer uma conduta clínica e ortodôntica preventiva.

## Classificações
1. Agenesia e hipodontia são usados para determinar a ausência de até seis dentes em relação a arcada dental normal excluído os terceiros molares.
2. Oligodontia é a classificação para a ausência de dentes acima do número de seis em relação a arcada padrão.
3. Anodontia é a classificação que refere-se a ausência total de dentes.

### Tipos
- Não-sindrômicas;
- Associada a síndrome;
- Adquirida.